# WWE Raw (jogo eletrônico)
WWE Raw é um jogo de videogame para Xbox e PC com intermarcas da WWE. Este jogo foi sucedido pelo WWE Raw 2 em 2003.

## Estatísticas
- Nome: WWE Raw (1)
- Data de lançamento: 11 de fevereiro de 2002
- Gênero: Fight, Wrestling
- Modos: Single player, Multiplayer
- Plataformas: PC, Xbox e Mobile Phone
- Publicado por: THQ

## Opções do menu
- Modo Exibição
  - Lutas de 1 vs 1, Tag Team, Tornado Tag Team, Triple Threat, Fatal 4-Way, Battle Royal, 2 vs 1 Handicap e 3 vs 1 Handicap.
- Modo título
  - Disputas pelos títulos WWE Champ, Intercontinental, Europeu, Hardcore, Pesos-pesados e Mulheres.
- King of the Ring
  - Disputa pelo tradicional King of the Ring, no qual existem disputas com 1 (Single), 2 (Tag Team), 3 (Triple Threat) e 4 (Fatal 4-Way), com 15 lutas no total.
- Criar superstar
  - Lugar para criar novos superstars e editar os que você criou.
- Museu
  - Encontram-se aqui as biografias dos superstars (exceto os do Criar superstar) e os objetos que você consegue durante as lutas. Ex: cadeira, óculos, boné, títulos.
- Opções
  - Menu no qual se configura opções do jogo, opções de gráfico, controles (caso for PC) e Save/Load.
- Sair
  - Sai do jogo. Pode-se escolher salvando ou não.

## Lutadores de wrestling
| - Al Snow - Albert - The Big Show - Billy Gunn - Bradshaw - Bubba Ray Dudley - Chris Benoit - Chris Jericho - Christian - Crash Holly - D-Von Dudley - Eddie Guerrero - Edge - Faarooq - Fred Durst+ - Funaki - Haku - Hardcore Holly - Ivory - Jeff Hardy - Justin Credible - K-Kwik | - Kane - Kurt Angle - Lita - Matt Hardy - Molly Holly - Perry Saturn - Raven - Rhyno - Rikishi - Dwayne "The Rock" Johnson - Spike Dudley - Shane McMahon+ - Stephanie McMahon-Helmsley + - Steve Austin - Steve Blackman - Vince McMahon+ - Tajiri - TAKA Michinoku - Tazz - Test - Triple H - Trish Stratus | - The Undertaker - William Regal - X-Pac |

- Os lutadores com + consegue-se ganhando os campeonatos descritos acima.